# Чемпионат мира по волейболу среди мужских клубных команд 1991
3-й чемпионат мира по волейболу среди мужских клубных команд прошёл с 22 по 27 октября 1991 года в двух городах Бразилии (Сан-Паулу и Белу-Оризонти)  с участием 8 команд. Чемпионский титул выиграл «Мессаджеро» (Равенна, Италия).  

## Команды-участницы
«Банеспа» (Сан-Паулу, Бразилия) — команда одного из городов-организаторов и победитель Кубка южноамериканских чемпионов 1991;
«Франго-сул» (Порту-Алегри, Бразилия) — команда одного из городов-организаторов;
«Медиоланум» (Милан, Италия) — победитель предыдущего розыгрыша;
ЦСКА (Москва, СССР) — победитель Кубка европейских чемпионов 1991;
«Наранхито» (Кагуас, Пуэрто-Рико) — победитель Кубка чемпионов   NORCECA 1991;
«Тайвань Пауэр» (Тайбэй, Тайвань) — победитель Кубка азиатских чемпионов — Кубка мира 1991;
«Клуб Африкэн» (Тунис, Тунис) — победитель Кубка африканских чемпионов 1991;
«Мессаджеро» (Равенна, Италия) — по приглашению организаторов.

## Система проведения чемпионата
8 команд-участниц на предварительном этапе были разбиты на две группы. 4 команды (по две лучшие из групп) вышли в плей-офф и по системе с выбыванием определили призёров чемпионата.

## Итоги

### Положение команд
| «Мессаджеро» (Равенна)         |
| «Банеспа» (Сан-Паулу)          |
| «Медиоланум» (Милан)           |
| 4. «Франго-сул» (Порту-Алегри) |
| 5—6. ЦСКА (Москва)             |
| 5—6. «Тайвань Пауэр» (Тайбэй)  |
| 7—8. «Наранхито» (Кагуас)      |
| 7—8. «Клуб Африкэн» (Тунис)    |